# Pusztamagyaród
Pusztamagyaród è un comune dell'Ungheria di 661 abitanti (dati 2001). È situato nella contea di Zala.